# Saladas (departamento)
| Departamento Saladas 24px | Departamento Saladas 24px |
| ------------------------- | ------------------------- |
| Nome:                     | Saladas                   |
| Superficie:               | 1.981 km²                 |
| Habitantes:               | 21.470(INDEC)2001         |
| Densidade:                | 11,3 hab/km²              |
| Municípios:               | - Saladas - San Lorenzo   |
| Localização               |                           |
|                           |                           |

Saladas é um departamento da província de Corrientes, ao nordeste da Argentina, que ocupa 1.98 km² na região noroeste da província.
Limita-se ao norte com os departamentos Empedrado e Mburucuyá, ao oeste com o departamento Concepción e ao sul com os departamentos San Roque e Bella Vista, departamento este último com  fronteras ao oeste.
A capital do departamento é a sua homónima Saladas. Junto com ela, San Lorenzo é o outro principal núcleo pobulacional da zona. Segundo o censo de 2001, 21.470 pessoas viviam no departamento.

## Principais cidades
- Saladas
- San Lorenzo

## População
Segundo estimativas do INDEC no ano de 2.005 tinham 21.690  habitantes.